# سالنامه دنیا

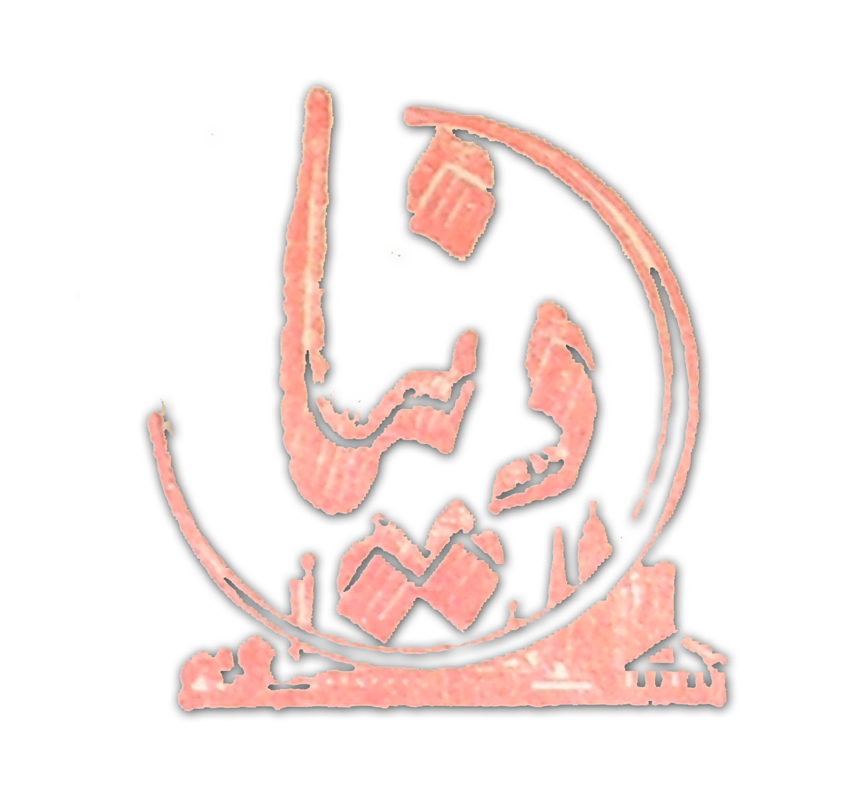
نشان سالنامه دُنیا

سالنامه دُنیا، سالنامه‌ای سیاسی و اجتماعی بود که در فروردین ۱۳۲۴ خورشیدی بنیان نهاده شد.
سالنامه دنیا را ناشر روزنامه دنیا منتشر می‌کرد. در این نشریه که هر سال منتشر می‌شد، علاوه بر رویدادهای سال، مقالات و خاطراتی از شخصیت‌های سیاسی و ادبی چاپ می‌شد.
سالنامة دنیا، نشریه‌ای سالانه که در ۱۳۲۴ شمسی به مدیریت سید عبدالکریم طباطبایی در تهران تأسیس شد.
این نشریه را می‌توان وزین‌ترین سالنامه‌ای به‌شمار آورد که سالیان متمادی در ایران انتشار یافت. موضوع این نشریه و بخش اعظم مندرجات آن خاطرات و شرح کارهای سیاسی رجال برجسته ایران به قلم خود آنان بود.
در طی چند دهه خاطرات کسانی چون  متین دفتری، قوام‌السلطنه،  محمد مصدق، حبیب‌الله آموزگار،  جمشید آموزگار،  یحیی عدل ، علی‌اصغر حکمت، عباسعلی خلعتبری، امیرعباس هویدا،  عیسی صدیق اعلم و کسان زیاد دیگری در شماره‌های مختلف سالنامه درج شده‌است. سالنامة دنیا را باید به عنوان یکی از مآخذ عمده تاریخ معاصر ایران به‌شمار آورد. این سالنامه تا ۱۳۵۳ شمسی دوام آورد و به این ترتیب جمعاً ۳۰ سال انتشار پیدا کرد و در سال مذکور همانند تعداد زیادی از مطبوعات تعطیل گردید.
فهرست توصیفی مفصل دورة سی ساله سالنامة دنیا به کوشش محمد گلبن تدوین شد و در ۱۳۸۲شمسی به چاپ رسید

## دست اَندَر کاران
- صاحب امتیاز و مدیر مسئول: عبدالکریم طباطبایی

## چاپ خانه
- چاپ کیهان